# Andrés Mosquera Marmolejo
Andrés Felipe Mosquera Marmolejo (Carepa, 10 settembre 1991) è un calciatore colombiano, portiere del Santa Fe.

## Carriera

### Nazionale
Con la nazionale Under-20 colombiana ha preso parte nel 2009 al campionato sudamericano e nel 2011 al Mondiale ed al campionato sudamericano di categoria.